# Hệ điện cực
Hệ điện cực (Electrode array) là cấu hình phân bố các điện cực được sử dụng để đo điện áp và/hoặc dòng điện, nhằm xác định tính chất điện của môi trường mà hệ điện cực được đặt vào.
Hệ điện cực được dùng trong các đo đạc và nghiên cứu quá trình điện trong vật lý, hóa học, sinh học, tế bào học, y học, trong Điện xung trị liệu,...
Trong Địa vật lý, chúng có nhiều ý nghĩa, vì cách thức bố trí quan sát thu thập số liệu là yếu tố xác định tính chất các thông tin thu nhận được. Những thông tin sau đây nói về Hệ điện cực trong phương pháp Địa vật lý Thăm dò Điện trở.

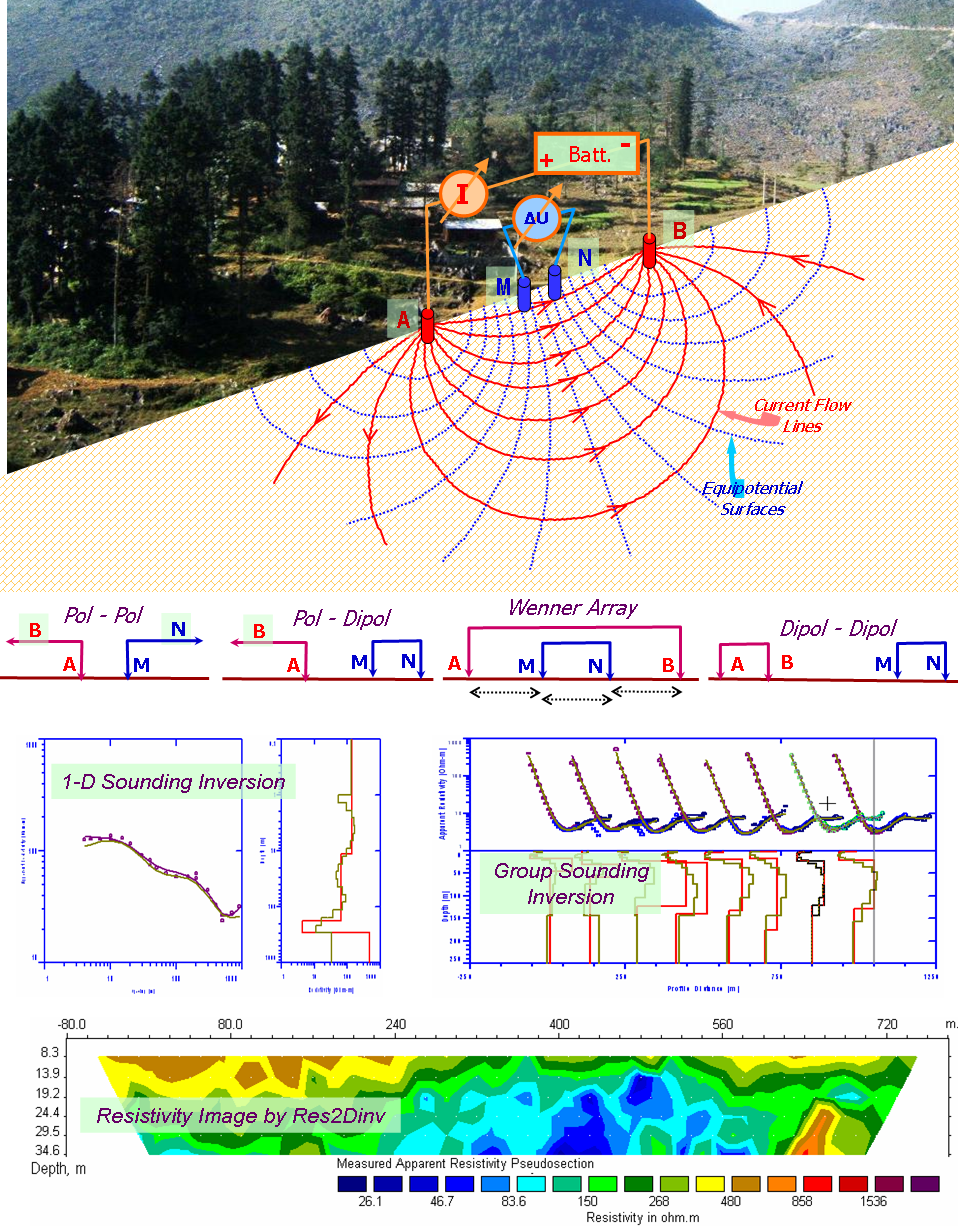
Diễn giải Đo Thăm dò điện trở và một số hệ điện cực

## Hệ điện cực thường dùng trong Địa vật lý
- Schlumberger
- Wenner alpha
- Wenner beta
- Wenner gamma
- Cực - cực (Pole-pole)
- Cực - lưỡng cực (Pole-dipole)
- Lưỡng cực - lưỡng cực (Dipole-dipole)
- Lưỡng cực xích đạo (Equatorial dipole-dipole)
- Gradient trung gian: Trước đây hay dùng ở Việt Nam.